# Le conseguenze dell'odio
Le conseguenze dell'odio (A Banquet of Consequences) è un romanzo scritto da Elizabeth George, pubblicato nel 2015.
Ancora incentrato sui casi dell'ispettore Lynley, coadiuvato dal sergente Barbara Havers, è il diciannovesimo libro della serie.
Tradotto in numerose lingue, in italiano è stato pubblicato nello stesso anno della prima edizione in inglese (2015).

## Trama
Barbara Havers, sotto la minaccia di trasferimento da parte della terribile ispettore capo Ardery, è diventata priva di qualsiasi traccia di creatività, tanto che la segretaria del dipartimento, Dee Harriman, cerca di distrarla in vari modi. Così una sera Barbara scopre un'interessante conferenza della nota scrittrice femminista Clare Abbott e, volendo regalare il libro presentato a Dee, si mette in coda per far autografare la copia acquistata. La scrittrice, con un pretesto, le dà un biglietto da visita, ma poco dopo l'assistente Caroline Goldacre se lo fa restituire. Indignata per questo gesto, l'editor di Clare, Rory Statham, ferma Barbara e le dà un altro biglietto, uguale al primo.
La scrittrice voleva una maglietta come quella indossata da Barbara, perciò la detective, eseguito quanto richiesto, non pensa più all'incidente, finché non scopre che Clare Abbott è morta all'improvviso in una stanza d'albergo. Nella stanza comunicante c'era Caroline, che l'aveva trovata sul pavimento. Le due erano anche state sentite litigare rumorosamente durante la notte, ma un primo esame ha stabilito che Clare è morta per cause naturali. Colpita dagli strani rapporti di Clare con l'assistente, contattata da Rory, Barbara si convince che sia necessario approfondire il problema e ottiene da Lynley una seconda autopsia. Il referto è inequivocabile: avvelenamento.
Il caso non è di competenza di New Scotland Yard, ma quando Barbara si reca da Rory con il secondo referto, deve entrare in casa dal terrazzo, richiamata dall'incessante abbaiare del cane. Il suo intervento salva la vita di Rory, in coma per avvelenamento. A questo punto, dopo lunghe insistenze, l'ispettore Ardery affida il caso a Lynley, che deve indagare a Londra, e ad Havers e Nkata, che dovranno andare in trasferta nel Dorset (luogo di residenza di Clare e di Caroline), con il preciso ordine di non separarsi mai.
Clare ha vissuto sempre in modo indipendente e nessuno comprende perché si tenga accanto una donna come Caroline. Attaccabrighe e accusata da molti di essere una bugiarda patologica, Caroline ha iniziato il suo servizio presso Clare, dapprima come tuttofare, poi si è impadronita di ogni incombenza e, nei suoi monologhi con parenti e amici è arrivata ad attribuirsi persino la scrittura dei libri di Clare. Indagare sul problematico rapporto tra le due donne si rivela sfiancante: sposata a un chirurgo plastico, Caroline ha piantato costui per un altro, Alastair MacKennon, imponendogli di cambiare città e mestiere e facendogli svolgere il ruolo di padre dei figliastri, senza permettergli di avere un figlio suo. Sul primo marito sono ricadute tutte le infamie, compreso il rifiuto di aiutare il figlio minore Will, morto suicida tre anni prima.
Clare aveva fatto erigere una targa in memoria del giovane Will in uno spazio comunale, ma la cerimonia era stata funestata dagli arrivi imprevisti del primo marito di Caroline Francis con Sumalee, la sua seconda moglie, nonché della compagna di Will, Lily Foster, residente nei paraggi. C'era inoltre, con il figlio superstite Charlie, la giovane moglie da lui separata, India Elliott. Pur avendo tutti diritto, Caroline, isterica e manipolatrice, aveva profferito frasi cariche di odio, accuse e offese verso Francis e Sumalee, spingendo a una rissa il figlio Charlie e il marito Alastair. Nella colluttazione, Charlie aveva spinto Sumalee a terra e la donna si era fratturata un braccio.
Barbara e Nkata sanno che il veleno che ha ucciso Clare è una sostanza piuttosto comune e facile da reperire, l'azoturo di sodio, e che si trovava in un tubetto di dentifricio, prestato alla scrittrice da Caroline. Lo stesso tubetto ha avvelenato anche Rory; ma tra le ipotesi c'è la possibilità, molto concreta, che la vittima designata fosse Caroline. Infatti, il marito Alastair ha un'amante, la sua dipendente e braccio destro Sharon Halsey e, non riuscendo a recidere il legame con Caroline, può averne tramato la morte. Anche Lily ha molte ragioni di odio, come pure India che, per anni, ha subito le ingerenze della suocera nel suo matrimonio. Per finire, Clare Abbott, ricattata e troppo vessata da Caroline, stava svolgendo indagini e interviste private per trovare un punto di rottura.
Mentre nel Dorset Barbara e Nkata ricostruiscono le mosse di Clare e ritrovano i suoi documenti, Lynley, ad ogni informazione utile, va a interrogare i familiari di Caroline, ascoltando i giudizi della madre (assolutamente negativi), del primo marito (ancor peggiori) e di Sumalee. Grazie a quest'ultima, si profila un quadro secondo cui Caroline avrebbe commesso degli abusi sessuali sul figlio Will, approfittando delle evidenti debolezze del ragazzo. La traccia è labilissima, eppure, per merito del lavoro indefesso, Barbara scopre una testimonianza nelle registrazioni di Clare che impedisce di ignorare la pista. Quanto al veleno, viene cercato per ogni dove, finché Nkata, sequestrando i computer di Caroline e Alastair, rintraccia l'ordinazione e il committente: Lily Foster. Ma poiché la ragazza non può avvicinarsi all'abitazione dei due, è chiaro che qualcun altro ha creduto di stornare i sospetti.
Pressati da Ardery, Nkata e Barbara si procurano un mandato e mettono sotto interrogatorio Caroline, la quale, dopo aver reagito come una belva, d'improvviso si affloscia e dichiara di voler confessare. Ricusa categoricamente la presenza di un avvocato e chiede solo di avvertire il figlio Charlie. Ammette di avere procurato il veleno, di aver temuto che Clare rivelasse i suoi rapporti con l'infelice figlio Will, nonché di aver coinvolto Lily. Il caso è chiuso, nonostante vari dubbi da parte della stessa Ardery e le vibrate proteste della legale di Caroline: le prove continuano ad essere di natura indiziaria, ma del resto, la confessione è avvenuta per precisa volontà dell'interrogata. Gli investigatori non ricevono nemmeno un grazie da Ardery, la quale si rifiuta di allentare la pressione su Barbara.
La verità però è diversa. Charlie chiede a India di raggiungerlo, rovinandole così un rapporto nascente. Lei lo affianca, quindi, mentre lui dorme, cercando un foglio per un appunto, trova un quaderno appartenuto a Will, nel quale, oltre a disegni e progetti, affiora il diario di quanto avveniva tra lui e la madre. Il quaderno era nelle mani di Lily, quando Will si era tolto la vita. Recapitato a Charlie, lui lo aveva conservato. Sorpresa India nella lettura, Charlie ammette che gli abusi della madre avevano riguardato anche lui, nella prima infanzia, per poi concentrarsi sul fratello. Convinto della propria colpa, non essendosi voluto rendere conto di questi fatti, Charlie aveva approfittato di una visita alla madre e aveva trafficato nei computer di casa per procurarsi il veleno. Non voleva far morire altri che la madre. E ora lei pagherà per un delitto, anziché per molti altri crimini.

## Personaggi
- Ispettore Thomas Lynley, in questa storia compie le indagini a Londra e deve sopportare l'autoritarismo della sgradevole Ardery. Nel frattempo coltiva una relazione con una giovane veterinaria di origini zingare, Daidre Trahair.
- Sergente Barbara Havers, costretta dal capo Ardery a un comportamento piatto e conformista, riesce a superare uno stadio simile alla prostrazione grazie allo stimolo della difficile indagine, nonché all'appoggio di Lynley e all'amicizia di Nkata.
- Sergente Winston Nkata, sempre impeccabile e pieno di risorse, la sua abilità tecnologica e informatica ha un peso determinante in questa storia.
- Ispettore capo Isabelle Ardery, antipatica, biliosa, frustrata nell'ambito familiare, passa da eccessi di autorità a scivoloni nell'alcool.
- Dorothea Harriman (Dee), segretaria di Scotland Yard, presente in tutti i libri, in questo ha un ruolo più corposo perché offre tante piccole complicità a Lynley e cerca di diventare amica di Barbara.
- Clare Abbott, scrittrice e conferenziera femminista di successo internazionale.
- Rory Statham (Victoria), editor di Clare Abbott, omosessuale che ha subito una gravissima serie di violenze, mentre si trovava con la sua compagna in una casa di vacanza. La compagna Fiona è morta e Rory, per uscire dal doloroso tunnel, è affiancata da un cane da assistenza, Arlo.
- Caroline Goldacre, assistente di Clare Abbott.
- Charlie Goldacre, primogenito di Caroline, fa lo psicoterapeuta. Detto talora Carlos, dalla nonna colombiana.
- Will Goldacre, secondogenito di Caroline, morto suicida tre anni prima dello svolgimento della storia. Affetto da malformazione congenita a un padiglione auricolare, ha avuto anche un curioso disturbo del linguaggio che, in caso di alterazione emotiva, lo spingeva a profferire un fiume di parole sconnesse e di oscenità.
- Alastair MacKerron, secondo marito di Caroline Goldacre, ha fatto da padre ai due figli di lei, ha lasciato un lavoro a Londra per rilevare delle panetterie nel Dorset; da molti anni vive completamente succube della moglie.
- Lily Foster, compagna di Will, lo ha visto gettarsi da una scogliera. Da quel momento, Caroline ha deciso che Lily sia colpevole della morte del figlio, mentre Lily, convinta che la colpa sia di Caroline e dei suoi rapporti con Will, ha attuato una serie di vendette, tanto che è stata diffidata dalla polizia a girare attorno alla casa Goldacre-MacKerron.
- India Elliott, moglie separata di Charlie, a causa delle continue ingerenze di Caroline. In realtà, India non riesce a staccarsi dal marito, a negargli un appoggio, tanto da compromettere altre possibilità di relazione.
- Nathaniel Thompson detto Nat, giovane innamorato di India: dovrà arrendersi di fronte all'eccesso di presenza di Charlie, cui la ragazza non sa o non vuole opporre limiti efficaci.
- Francis Goldacre, primo marito di Caroline e padre di Charlie e Will. Di professione chirurgo plastico, è dipinto da lei come un mostro incurante dei figli, specie di Will. In realtà Francis, ricco di idealismo, non ha mai voluto occuparsi di una chirurgia estetica al servizio dei più danarosi e, piantato da Caroline per Alastair, si è sottratto col divorzio alle pretese dell'ex moglie.
- Sumalee Goldacre, seconda moglie di Francis, lavora in un ospedale. È originaria del Sud-Est asiatico.
- Mercedes Garza, madre colombiana di Caroline. Venuta in Inghilterra con la figlia naturale (di due anni), ha iniziato dai lavori più umili, fino a diventare agiata e rispettata. Si è sposata e ha generato altri tre figli, ben diversi da Caroline, che lei definisce bugiarda patologica. Asserisce inoltre che la prima figlia (Caroline) ha accusato il patrigno di stupro per giustificare una gravidanza a quattordici anni, conclusasi con l'adozione della bimba che ne era nata.
- Sharon Halsey, vedova, lavorava nei panifici rilevati da Alastair ed è rimasta con lui, per le sue doti insostituibili. Al momento della storia, i due si sono resi conto che tra loro c'è molto di più, ma lei sa che con Alastair, del tutto manipolato da Caroline, è meglio avere rapporti occasionali e non definitivi.

## Edizioni in italiano
- Elizabeth George, Le conseguenze dell'odio: romanzo, traduzione di Annamaria Biavasco e Vanessa Valentinuzzi, Longanesi, Milano 2015
- Elizabeth George, Le conseguenze dell'odio: romanzo, traduzione di Annamaria Biavasco e Vanessa Valentinuzzi, TEA, Milano 2017